# Richard Lester (claveciniste)
Richard Lester (né en 1945) est un claveciniste, organiste, pianiste et musicologue anglais. 

## Biographie
Lester naît à Twickenham, dans le Middlesex, fils unique d’Elsie Violet Evelyn et de Sydney Arthur Lester, tous deux musiciens amateurs. Il fréquente la Whitton Secondary School au Middlesex et le London College of Music, où il est diplômé. Il étudie le piano avec Bernard Roberts, l'orgue avec David Lang et le clavecin avec George Malcolm.

## Carrière
Lester fait ses débuts à Londres (sponsorisé par George Malcolm) en 1973 au Wigmore Hall de Londres. Deux ans plus tard, à la suite d'un récital au Purcell Room, le critique du Daily Telegraph, David Money, le décrit comme « l'un de nos principaux acteurs ». Depuis lors, il a donné des récitals de clavecin et d'orgue au Royaume-Uni et à l'étranger et s'est produit à la BBC Radio et à la télévision. Janet Baker choisit son enregistrement des sonates de Scarlatti comme ses "favorites" sur les Desert Island Discs de BBC Radio 4 en 1982. Il donne des cours de maître à la Dartington Summer School et devient directeur la musique à la Mall School de Twickenham de 1986 à 1992 avant d’occuper le poste de directeur de la musique à la Oakley Hall School de Cirencester, ville où il vit avec son épouse Jackie depuis 1989. En 1994, maître des choristes à l’église paroissiale de Cirencester, il y dirige des cours ainsi qu'à la Cathédrale de Bristol pour la Royal School of Church Music. 
Sa rencontre avec le claveciniste espagnol / américain Fernando Valenti à la Summer School de Dartington a suscité l’intérêt de Lester pour les sonates de Domenico Scarlatti  et, en 2004, il a commencé à enregistrer l’ensemble des œuvres pour clavier de Scarlatti, publiées ultérieurement par Nimbus Records. La série, enregistrée avec son ami et ingénieur, Raymond Fenton, a été décrite dans le guide Penguin de la musique classique enregistrée The Penguin Guide to Recorded Classical Music (en) comme « un numéro exceptionnel sur tous les plans ». La série Scarlatti a été suivie d'enregistrements d'œuvres pour piano de Haydn et Mozart sur pianoforte, d'œuvres de clavecin de Soler et Seixas et d'un ensemble de cinq disques composé de musique pour clavecin et orgue de Girolamo Frescobaldi, cette dernière étant incluse dans le Guide Penguin des 1000 plus beaux enregistrements classiquesde 2012. L’enregistrement Frescobaldi a également reçu la mention « exceptionnelle » dans International Record Review. 
Lester est l'auteur de plusieurs articles, notamment de méthodes italiennes de doigté du XVIe siècle et d'un autre sur Frescobaldi pour le magazine Clavecin et Fortepiano. En 2013, il a participé au symposium Scarlatti organisé par le magazine International Piano avec Peter Katin, Nikolai Demidenko, Yevgeny Sudbyn et Andreas Staier. Depuis 2009, Lester s'est consacré à l'enregistrement de musique pour clavier italienne du XVIe siècle pour Nimbus.

## Enregistrements
- Sonates de Scarlatti (intégrale) NI 1725 - 1731
- Sonatas Soler et Seixas NI 5836
- Sonatas Soler et Boccherini, Fandango NI 5906
- Frescobaldi Keyboard works NI 5850
- Sonates de Mozart NI 5867
- Sonates de Haydn NI 5847
- Messes d'orgue italiennes du XVIe siècle de Cavazzoni, Andrea Gabrieli et Claudio Merulo. Vol 1 NI 5909/11

## Vie privée
Richard Lester a épousé Jacqueline Susanna Woolford en 1981. Le couple a deux enfants, Christian (entraîneur personnel) et Elizabeth, flûtiste et diplômée d'un baccalauréat en musique de l'Université York avec qui il a effectué deux enregistrements. Il a également un fils, Dominic, de son premier mariage.